# 瑶山乡 (河口县)
瑶山乡，是中华人民共和国云南省红河哈尼族彝族自治州河口瑶族自治县下辖的一个乡镇级行政单位。

## 行政区划
瑶山乡下辖以下地区：
梁子村、水槽村、牛塘村、太阳寨村和八角村。